# Christoph Amberger
Christoph Amberger (°~1500 - † entre 1560 et 1563) est un portraitiste allemand de la Renaissance tardive.

## Biographie

### Ses origines
La biographie de Christoph Amberger reste très lacunaire.
Ainsi, pour certains, il pourrait être né vers 1490, pour d'autres vers 1500 ou 1510. Son lieu de naissance est également incertain : Nuremberg selon Doppelmayer, Amberg d'après Mayler, Ulm selon Weyermann.
Sa date de décès est également incertaine : elle est située entre 1560 et 1563 selon les sources. Par contre tous s'accordent à ce qu'il soit mort à Augsbourg où il vécut et exerça son activité d'artiste.
La seule certitude est qu'il fut admis dans la guilde des peintres d'Augsbourg le 15 mai 1530, que la première de ses œuvres connues est datée de 1525 et la dernière de 1560.

### Sa formation
Sa formation présente également des zones d'incertitudes : certains pensent qu'il a été l'élève de Hans Burgkmair (1473-1553 ou 1559), d'autres de Leonhard Beck (1480-1542) dont il épousa la fille Barbara. Il est même parfois identifié comme un élève possible de Hans Holbein l'Ancien (1465-1524). Vers 1525-1527, il est signalé dans le nord de l'Italie et à Venise. Les ressemblances de style indiquent en tout cas une forte influence d'une part de Hans Holbein le Jeune (1497-1543) et d'autre part des peintres vénitiens de la première moitié du xvie siècle (notamment Titien (1490-1576) ainsi que Paris Bordone (1495-1570) qui séjourna à Augsbourg vers 1540).

### Sa carrière

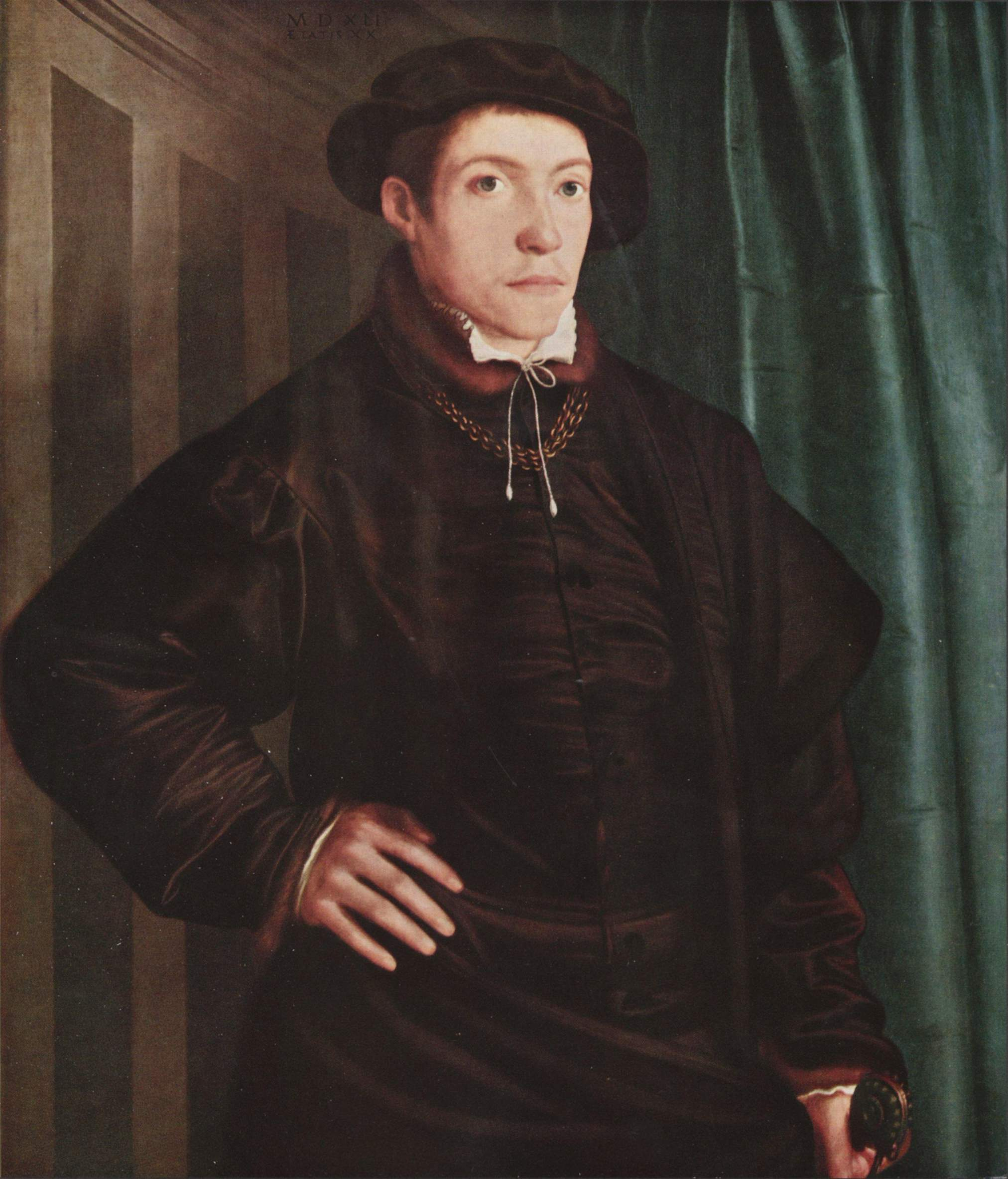
Portrait de Christoph Fugger par Christoph Amberger (1541)

À la fin des années 1520, il produit plusieurs tableaux où s'affirme l'influence du maniérisme vénitien qui naît à cette période.
En 1530, il aurait réalisé, selon Andrart, un portrait de Charles Quint que ce dernier aurait considéré comme équivalent aux plus belles effigies de lui faites par Titien ; mais la paternité de cette œuvre (conservée par la Pinacothèque nationale de Sienne) reste incertaine, certains l'attribuant à Hans Holbein le Jeune. En revanche, la réplique de ce tableau, datée de 1532 et détenue par la Gemäldegalerie de Berlin, est de Christoph Amberger.
Par la suite, Christoph Amberger produira principalement des portraits, commandes de riches notables d'Augsbourg (de la famille Fugger notamment).
En dehors des portraits, il a réalisé d'autres œuvres et notamment une série historique, « la vie de Joseph et ses frères » en douze tableaux, ainsi que diverses scènes religieuses, en particulier le tableau d'autel Les vierges intelligentes et les vierges insensées de l'église Sankt Anna d'Augsbourg qui est sa dernière œuvre connue.
Il a également travaillé avec Titien en 1548 à la décoration du maître autel de la cathédrale d'Augsbourg.
Il signait rarement ses œuvres ; nombreuses de ses toiles ont ainsi longtemps été attribuées à Hans Holbein le Jeune ou à Leonhard Beck et l'inventaire de sa production est encore incertaine.

## Œuvres

### Galerie

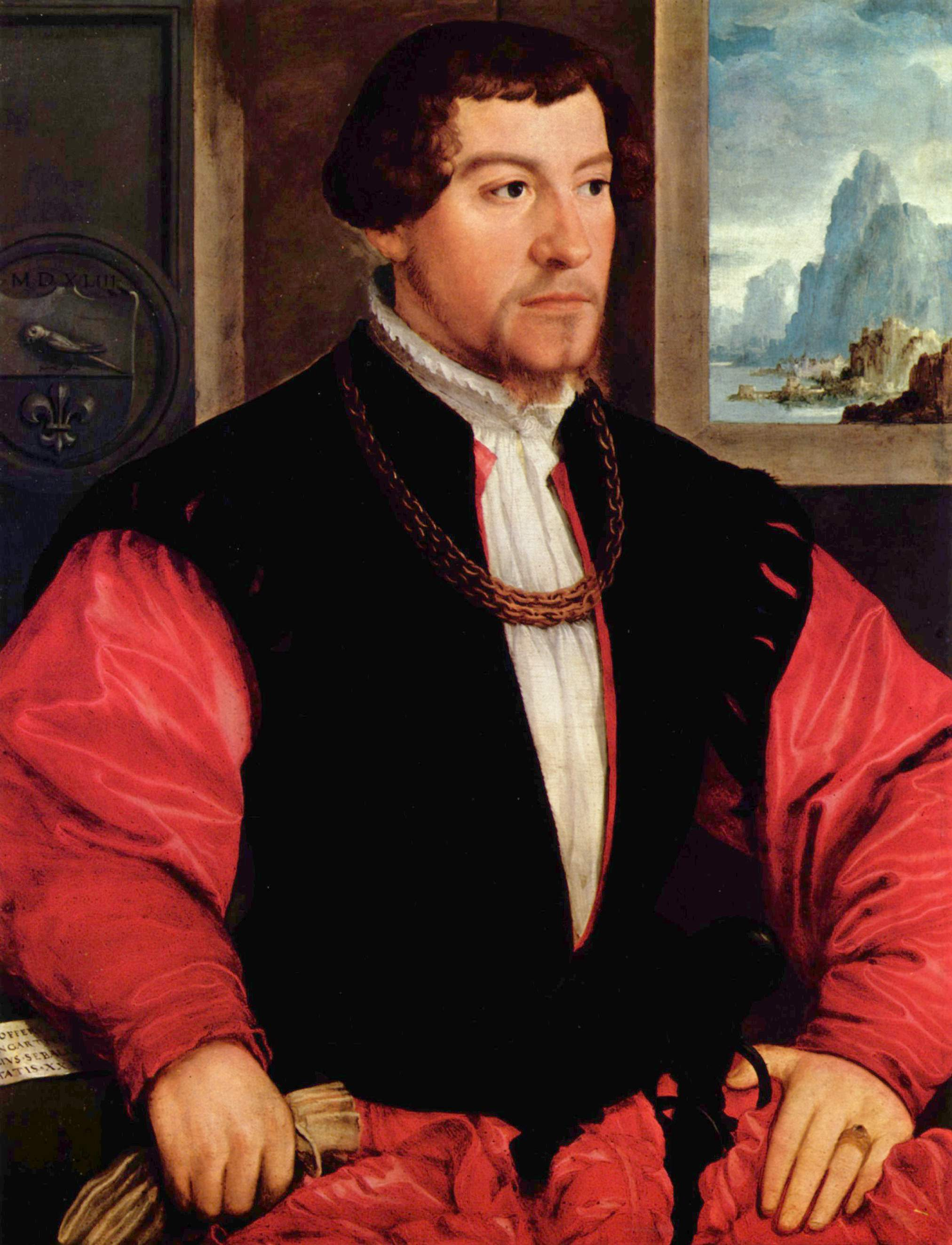
Portrait de Christoph Baumgartner (1543), Künsthistorisches Museum (Vienne)
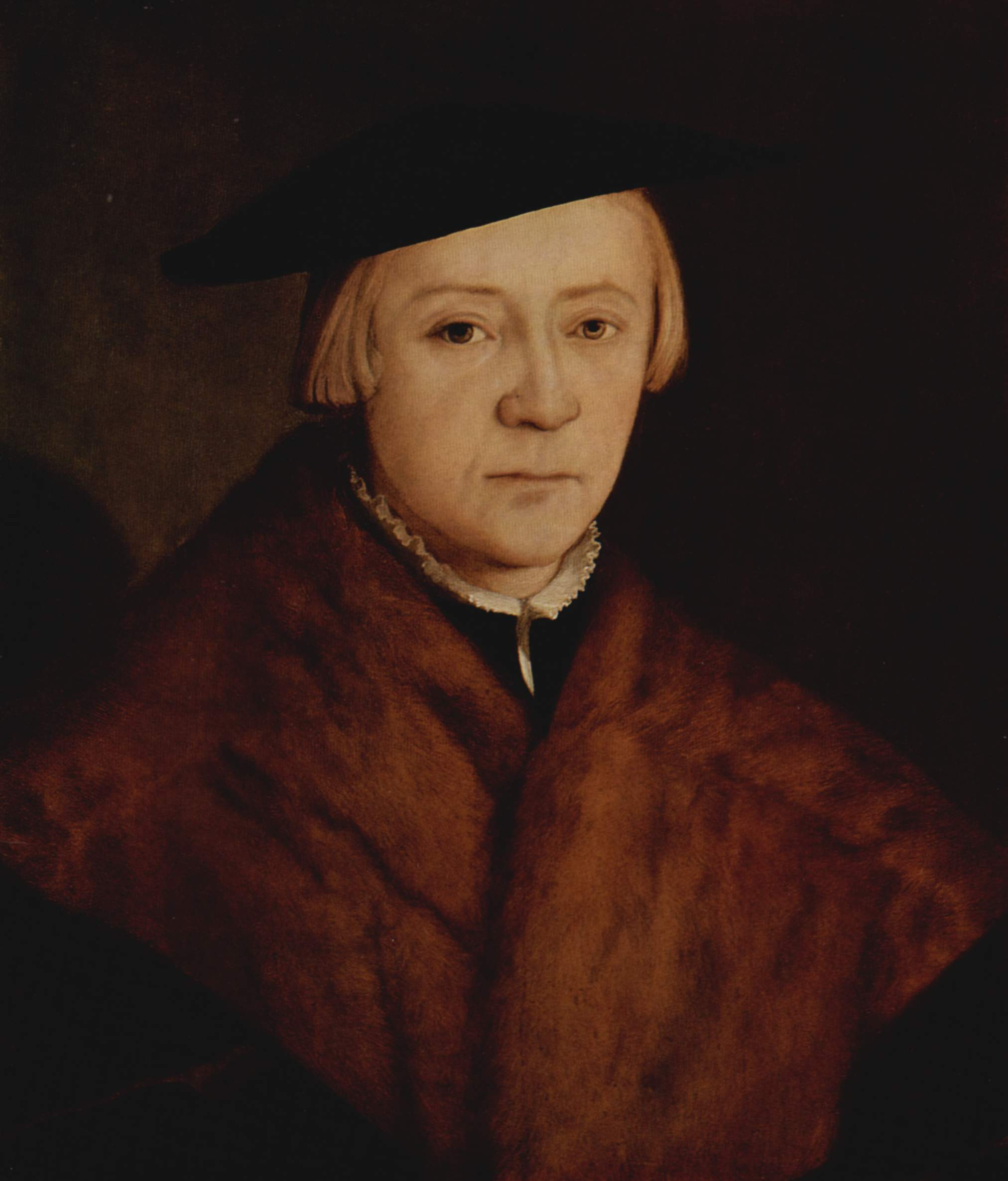
Portrait d’un jeune homme avec une fourrure (vers 1545), Musée de l’Ermitage (Saint-Pétersbourg)
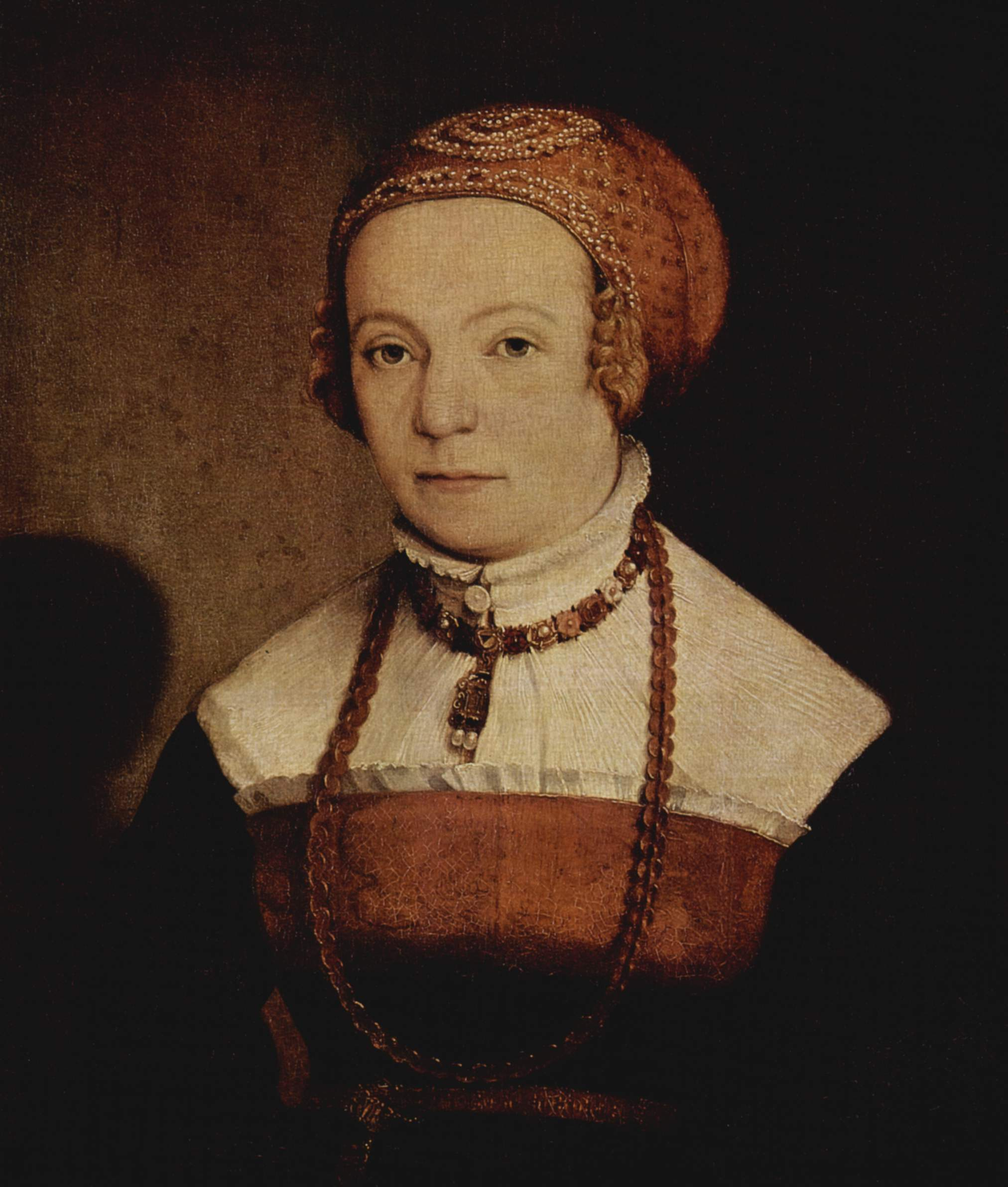
Portrait d'une jeune fille (vers 1545), Musée de l’Ermitage (Saint-Pétersbourg)
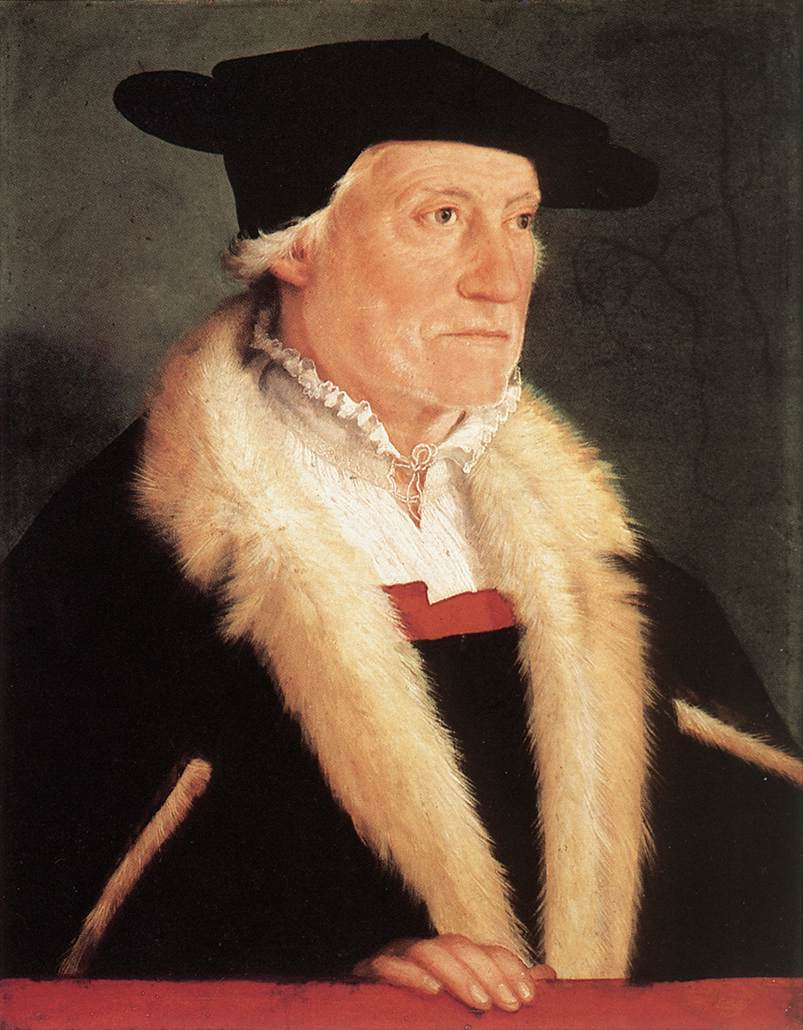
Portrait du cosmographe Sebastian Münster (vers 1552), Gemäldegalerie (Berlin)

### Datées
- 1525 : Femme (portrait en pied, pendant de Mari), 1525, Künsthistorisches Museum, Vienne, Autriche
- 1525 : Mari (portrait en pied, pendant de Femme), 1525, Künsthistorisches Museum, Vienne, Autriche
- 1527 : Portrait d’Anton Welser, 1527; Collection particulière
- 1528 : Portrait d'un homme de vingt-cinq ans tenant un œillet, (?)

La Paternité de l’œuvre est incertaine : ce portrait, autrefois attribué à Hans Holbein le Jeune ou à Leonhard Beck, est plus proche de la manière de Christoph Amberger.
- 1530 : Portrait de l’empereur Charles Quint, 1530, Pinacothèque nationale, Sienne, Italie

La Paternité de l’œuvre est incertaine : Hans Holbein le Jeune ou Christoph Amberger ?
- 1531 : Portrait de Jörg Zürer, orfèvre d’Augsbourg, Museo del Prado, Madrid, Espagne
- 1532 : Portrait de l’empereur Charles Quint, 1532, Gemäldegalerie, Berlin, Allemagne
- 1537 : Portrait de Felicitas Seiler, Alte Pinakothek, Munich, Allemagne
- 1541 : Portrait de Christoph Fugger, Alte Pinakothek, Munich, Allemagne
- 1541 : Portrait d'une dame de la famille Fugger, Collection Bentick-Thyssen, Luxembourg[1]
- 1542 : Portrait de Matthäus Schwarz Musée Thyssen-Bornemisza, Madrid, Espagne
- 1542/43 : Portrait de Georg von Frundsberg, copie: Gemäldegalerie, Berlin, Allemagne
- 1543 : Portrait de Christoph Baumgartner, Künsthistorisches Museum, Vienne, Autriche
- 1543 : Portrait de Cornelius Gros, 53,4 × 43 cm, Musée des Offices, Florence[2]
- 1543 : Portrait de Konrad Peutinger, Staatsgalerie Altdeutsche Meister, Augsbourg, Allemagne
- ~1545 : Portrait d’un jeune homme avec une fourrure (pendant de Portrait d’une jeune fille), Musée de l’Ermitage, Saint-Pétersbourg, Russie

Jusqu’en 1861 cette œuvre a été injustement attribuée à Hans Holbein Le jeune.
- Portrait d’une jeune fille (pendant de Portrait d'un jeune homme avec une fourrure), Musée de l’Ermitage, Saint-Pétersbourg, Russie
- ~1552 : Portrait de Sebastian Münster (1488-1552), cosmographe, Gemäldegalerie, Berlin, Allemagne
- 1554 : Vierge à l'Enfant, Augsburger Dom, Augsbourg, Allemagne
- 1554 : Portrait de Martin Weiss, Künsthistorisches Museum, Vienne, Autriche
- 1560 : Les vierges sages et les vierges folles, Sankt Anna Kirsche (en), Augsbourg

### Non datées
- 15?? : Adoration des bergers, Musée départemental d'art ancien et contemporain, Épinal, France

La paternité de l’œuvre est incertaine.
- 15?? : Ecce homo, ( ?)
- 15?? : Portrait d'Affra Tettckoffen, Staatsgalerie, Stuttgart, Allemagne
- 15?? : Portrait d’un bourgmestre, ( ?)
- 15?? : Portrait d’un gentilhomme barbu, Collection particulière
- 15?? : Portrait de Charles Quint (1500-58), Palais des beaux-arts, Lille, France
- 15?? : Portrait de David, Staatsgalerie, Stuttgart, Allemagne
- 15?? : Vie de Joseph et de ses frères, (?)

### Autres sources
- Encyclopédie de l'art, sous la direction de Lucio Felici - Edition Livre de poche, 1991
- Dictionnaire critique et documentaire des peintres, sculpteurs, dessinateurs et graveurs de tous les temps et de tous les pays, sous la direction de E. Bénézit - Tome premier A à C - Éditeur D. Roger et F. Chernoviz, Paris, 1911